# Alexis Chiclana
Alexis Chiclana (2 de febrero de 1987, San Juan de Puerto Rico) es un judoka puertorriqueño con una estatura de 5' 10" y un peso de 189 lbs. Fue campeón de Centroamérica y del Caribe en Mayagüez 2010.

Además participó en los Juegos Centroamericanos y del Caribe de Cartagena de Indias 2006 donde obtuvo la medalla de bronce, en los Juegos Panamericanos de Río de Janeiro 2007, en este evento cayó frente al brasileño Tiago Camilo, que fue enviado al repechaje y logró superar al uruguayo Javier Terra. Tras vencer al Terra, no puedo sacar una medalla para su país ya que cayó ante un judoca de origen venezolano. Participó en los Juegos Olímpicos de Pekín 2008 y enfrentó al español David Alarza Palacios, se repitió el mismo caso sucedido en Atenas 2004 entre Melvin Méndez Acevedo y Óscar Peñas García. Chiclana cayó frente a Alarza, quien más adelante también cayó en su segunda competencia. Ese mismo año del 2008, el Preolímpico Zona II celebrado en Isla Margarita, Venezuela, ganó la medalla de oro. 

## Trayectoria
La trayectoria deportiva de Alexis Chiclana se identifica por su participación en los siguientes eventos nacionales e internacionales:

### Juegos Centroamericanos y del Caribe
Fue reconocido su desempeño como parte de la selección de  Puerto Rico en los juegos de Mayagüez 2010.

#### Juegos Centroamericanos y del Caribe de Mayagüez 2010
Su desempeño en la vigésima primera edición de los juegos, se identificó por obtener un total de 2 medallas:

- , Medalla de bronce: Equipos
- , Medalla de bronce: 90 kg